# Депривационизм
Депривационизм (англ. deprivationism, от deprivation - «лишение») — философская позиция, допускающая негативную оценку смерти.
В противовес позиции Эпикура «когда мы есть, то смерти ещё нет, а когда смерть наступает, то нас уже нет» — депривационисты считают, что смерть может лишить человека позитивного опыта, что, вероятно, возник бы в будущем, не произойди смерти.
В некоторых случаях позиция депривационизма совместима и с позитивным отношением к смерти. Если предполагаемая жизнь человека после момента смерти была бы полна боли и страданий - говорить об "упущенной выгоде" сложно.
Важным вопросом в рамках депривационистской картины мира есть вопрос "Когда именно осуществляется вред от смерти?" - на что существуют такие варианты ответа как: еще до того, как вы умрете; в момент смерти; после смерти; что привязаться к конкретному времени в этом вопросе не получится.